# Cantonnement de Delhi

Le Cantonnement de Delhi, dans le Territoire de Delhi

Le Cantonnement de Delhi (Delhi Cantonment) est une des trois administrations municipales du Territoire de Delhi. Il est géré par le Conseil du cantonnement de Delhi.
Elle tient son nom du fait qu'elle abrita pendant la colonisation britannique, le cantonnement de l'Armée des Indes.